# Triphleba fumipennis
Triphleba fumipennis är en tvåvingeart som beskrevs av Borgmeier 1963. Triphleba fumipennis ingår i släktet Triphleba och familjen puckelflugor.
Artens utbredningsområde är Oregon. Inga underarter finns listade i Catalogue of Life.